# Сюн Чжаочжун
Сюн Чжаочжу́н (кит. упр. 熊朝忠, пиньинь Xióng Zhāozhōng, род. 3 октября 1982) — китайский боксёр-профессионал, выступающий в минимальной (Minimumweight) (до 47,6 кг) весовой категории. Чемпион мира (по версии WBC, 2012—2014.)

## Профессиональная карьера
22 ноября 2012 года победил мексиканца Хавьера Мартинеса Ресендиса, и стал новым чемпионом мира по версии WBC в минимальной весовой категории. Дважды защитил титул, и в третьей защите титула проиграл чемпионский бой нокаутом мексиканцу Освальдо Новоа в феврале 2014 года.